# 陳毓祥
陳 毓祥（ちん いくしょう、デビッド・チャン、1950年10月14日 - 1996年9月26日）は、香港の保釣運動（魚釣島の中国領有権を主張する運動）活動家。

## 略歴
1970年代に保釣運動に身を投じる。1971年香港学聯保釣運動中学生組長に、1974年に香港大学学生会の会長となるなど、古参の保釣運動家であった。
1996年9月26日、全世界の華人保釣大聯盟の発起人となった陳毓祥は、香港の貨物船「保釣号」に乗船して尖閣諸島付近の海域に到達し、遊泳することで魚釣島に対する中国の主権をアピールしようとした。陳毓祥は突撃隊員5人にライフジャケットを着せ、自らは泳いで魚釣島を目指したが、足に縄が絡まり溺死した。溺れて一時重体となり、日本の病院へ収容された隊員も出た。
1996年10月6日、香港で「保釣英雄陳毓祥」と題した追悼式典が開かれ、中国及び香港の政治家を含む2,000人以上が参列した。当時中華人民共和国外交部の報道官だった沈国放は、「不幸にして亡くなった香港の同胞に対し哀悼を表す」と定例記者会見場で述べた。一方、このデモの計画が杜撰であり、海に慣れていないものばかりであったことが事故を引き起こしたと批判されている。